# Mouala United FC
Mouala United là một câu lạc bộ bóng đá Samoa hiện đang thi đấu ở Samoa National League.

## Lịch sử
Sự xuất hiện đầu tiên được ghi lại của Mouala tại giải Samoa National League là ở mùa giải 2001. Vị thứ cuối cùng không rõ, nhưng được biết là đội bóng thất bại 3–0 trước Strickland Brothers Lepea và 13–1 trước Goldstar Sogi, các đội mà sau này thành á quân và quán quân tương ứng, kết quả đã làm cho đội bóng có lẽ bị xuống hạng khi họ không được thi đấu ở mùa giải tiếp theo. Sự xuất hiện tiếp theo được ghi lại trong giải đấu là mùa giải 2008, nơi mà mặc dù vị thứ cuối cùng cũng không rõ, đội có vô địch President's Cup (một giải đấu bảo vệ danh hiệu diễn ra suốt mùa giải và có một đội bảo vệ danh hiệu cho đến khi họ bị đánh bại, sau đó sẽ chuyển cho đội đánh bại họ và cứ tiếp tục như vậy), đánh bại Adidas Soccer Club trong vòng đầu tiên. Không rõ đội bong giữ danh hiệu trong khoảng thời gian bao lâu.
Mùa giải 2009–10, đội bóng giành danh hiệu đầu tiên và duy nhất. thắng 18 trong 22 trận và đánh bại Cruz Azul để giành danh hiệu khi cắt bớt 5 điểm. Trong mùa giải này đội bóng xếp thứ 2 ở Samoa Cup, nhận thất bại 3–1 trước Kiwi trong trận chung kết. Mùa giải sau đội bóng không thể bảo vệ danh hiệu, khi chỉ đứng thứ 2 chung cuộc sau Kiwi. Vị thứ cuối cùng trong mùa tiếp theo không rõ, nhưng đội bóng lại xếp thứ 2 ở mùa giải 2012–13, lần này xếp sau Lupe ole Soaga. Trong suốt mùa giải, đội bóng ghi được 149 bàn thắng trong 22 trận và Rudy Gosche là vua phá lưới của giải đấu.

## Danh hiệu
Samoa National League:
- Vô địch: 2009–10
- Á quân: 2010–11, 2012–13

Samoa Cup:
- Á quân: 2009–10

## Đội hình hiện tại
Tính đến mùa giải 2010–11:
Ghi chú: Quốc kỳ chỉ đội tuyển quốc gia được xác định rõ trong điều lệ tư cách FIFA. Các cầu thủ có thể giữ hơn một quốc tịch ngoài FIFA.
| Số | VT | Quốc gia | Cầu thủ      |
| -- | -- | -------- | ------------ |
| 1  | TĐ | Samoa    | Luki Gosche  |
| 2  | TĐ | Samoa    | Spencer Keli |
| 3  | TV | Samoa    | Sopo FaKaua  |